# Nipponomyia kamengensis
Nipponomyia kamengensis is een tweevleugelige uit de familie Pediciidae. De soort komt voor in het Oriëntaals gebied.